# نمای اول شخص

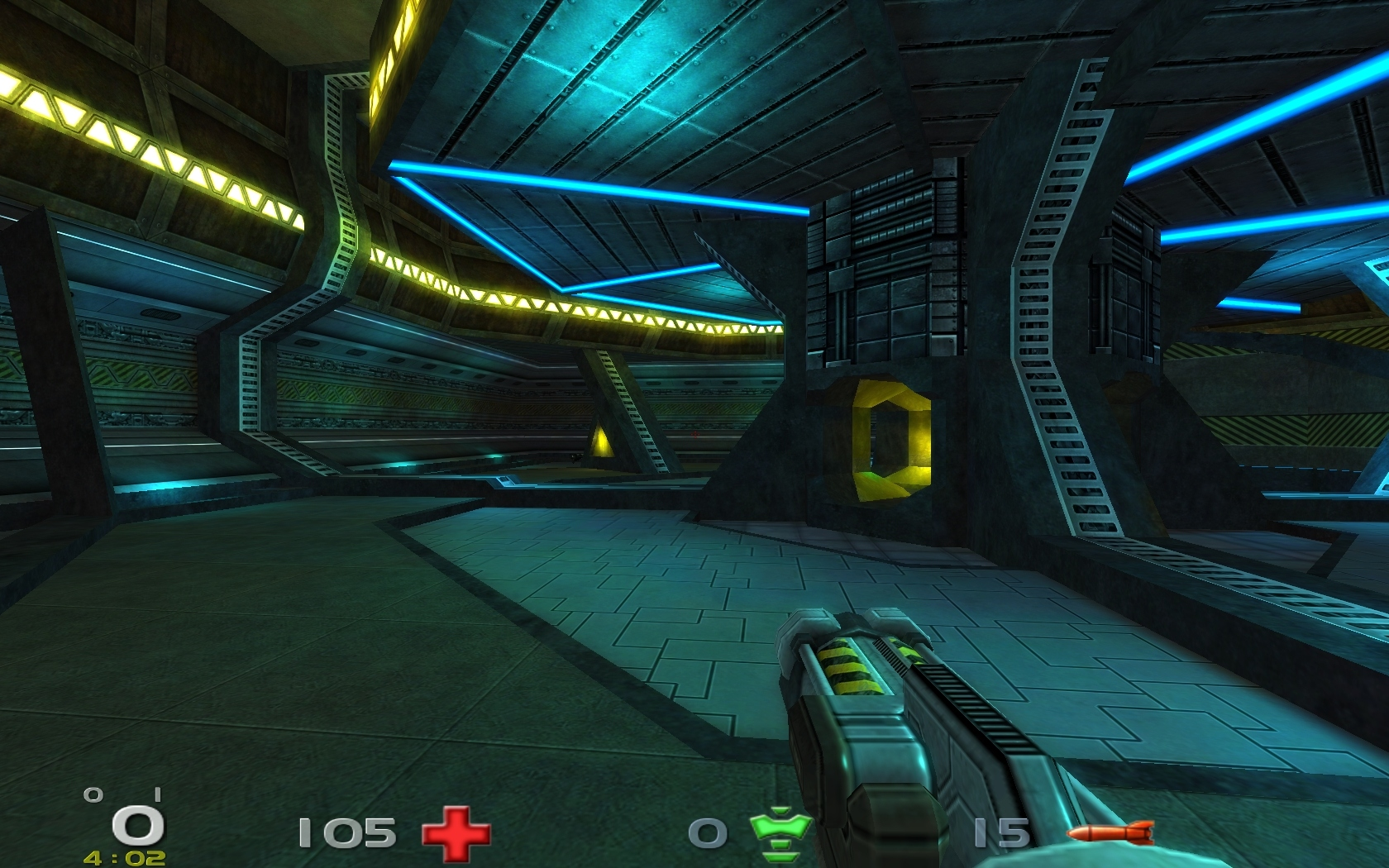
نماگرفت از یک تیراندازی اول شخص

اول شخص (به انگلیسی: first-person) در درجه اول به چشم‌انداز بازی اشاره دارد. در ساده‌ترین تعریف، یک نوع سبک دوربین و دیدگاه در دنیای بازی‌های رایانه‌ای است که بازیکن تمامی وقایع دنیای مجازی را از چشم خود قهرمان بازی می‌بیند. به بیان دیگر گویی بازیکن در پوست قهرمان بازی قرار دارد و آن را کنترل می‌کند. در بازی‌های اول شخص معمولاً دست‌های شخصیت اصلی که در حال حمل سلاح یا هر شیء دیگر است در پایین صفحه نمایان می‌باشد. سبک‌های مختلفی در دنیای بازی از دید اول شخص استفاده می‌کنند، همانند بازی ماجراجویی، بازی رانندگی، شبیه‌ساز پرواز و شاید از همه مهم‌تر سبک تیراندازی اول شخص است که در آن چشم‌انداز گرافیکی تأثیر بسزایی دارد.

## مثال‌های شاخص
- دوک نیوکم ۳دی
- بازی دوم
- بلاد